# Dominique Dussault

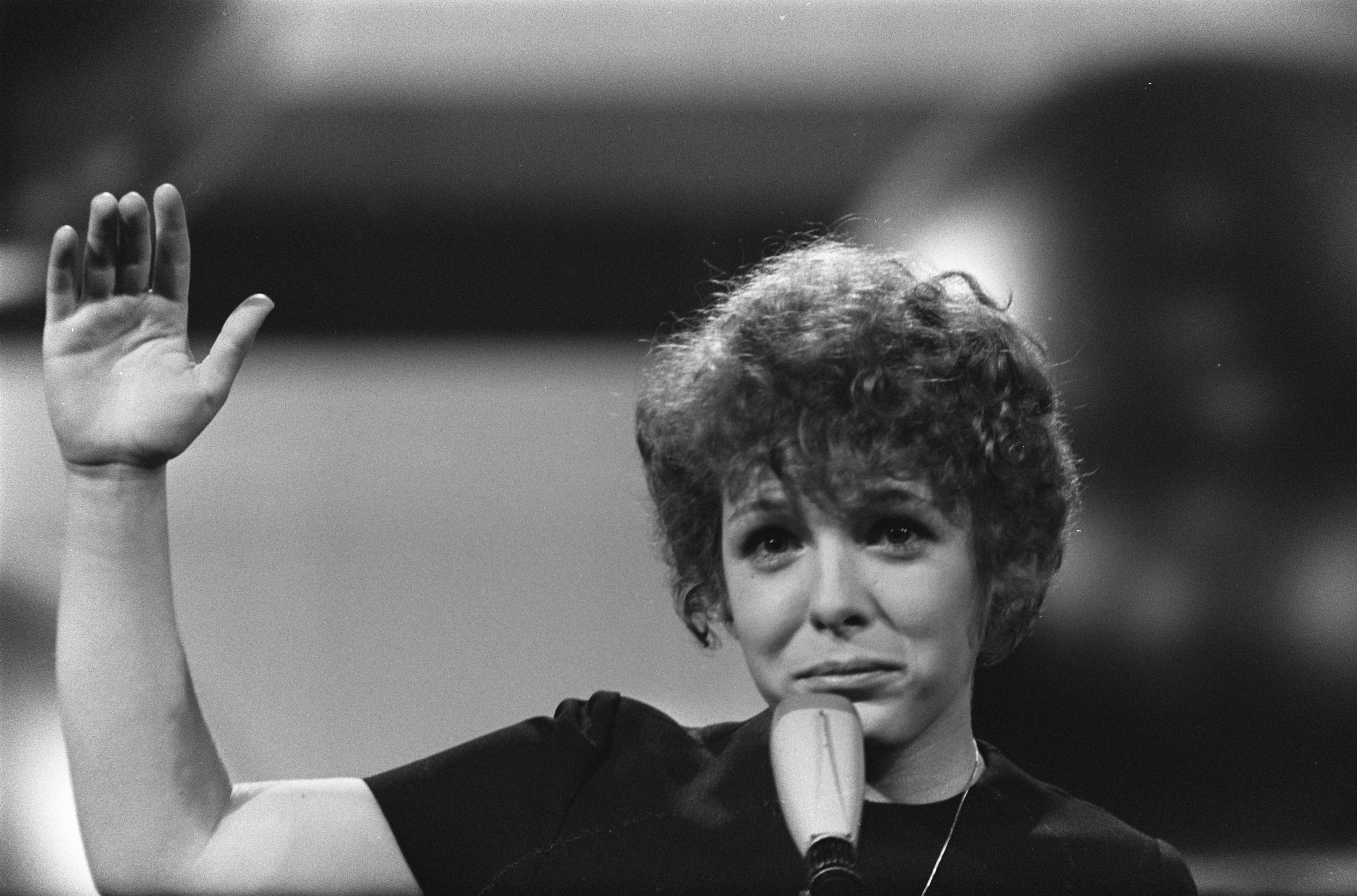
Dominique Dussault beim Eurovision Song Contest 1970

Dominique Dussault ist eine französische Chansonsängerin.

## Leben und Wirken
Sie vertrat Monaco 1970 beim Grand Prix Eurovision de la Chanson in Amsterdam und erreichte mit dem Chanson Marlène den achten Platz.
Einige Singles von ihr erschienen zu dieser Zeit beim französischen Plattenlabel Barclay.